# Дама, стоящая у вирджиналя
«Дама, стоящая у вирджиналя» — полотно в стиле жанровой живописи, созданное голландским художником Яном Вермеером примерно в 1670-1672 годы. В настоящее время картина находится в Лондонской Национальной галерее в Лондоне.
Картина изображает женщину, одетую в роскошное платье, которая играет на вирджинале в доме с плиточным полом (бело-голубые плитки делфтского производства также изображены в других работах Вермеера) и картинами на стене.
По утверждениям Лондонской Национальной галереи, не удалось определить, что за картины изображены в этой работе Вермеера, хотя картина с пейзажем слева от центральной может принадлежать кисти Яна Вейнантса или Алларта ван Эвердингена. Вторая картина, показывающая Купидона, держащего карту, приписывается Цезарю ван Эвердингену — брату Алларта. Этот мотив картины с Купидоном может являться либо представлением верности к одному возлюбленному, либо, находясь около вирджиналя, отражением традиционной связи музыки и любви.
Время создания этой картины было определено по её стилистике и костюму дамы. Эта работа может быть связана с другой картиной Вермеера — «Дама, сидящая за вирджиналем»: размеры холста почти одинаковы и сделаны из одной ткани, и две картины, возможно, задуманы как парная работа.